# Kachua
Kachua (en bengali : কচুয়া) est une upazila du Bangladesh dans le district de Chandpur. En 1991, on y dénombrait 293 683 habitants.